# Opis życia wieśniaka polskiego
Opis życia wieśniaka polskiego – pamiętnik napisany w 1838 przez Kazimierza Deczyńskiego a wydany w 1907, który stał się kanwą powieści Leona Kruczkowskiego Kordian i cham.
Pamiętnik przedstawia ciężki los chłopów pańszczyźnianych na podstawie życia autora. Kazimierz Deczyński będący synem chłopa z Brodni, jako nauczyciel i tzw. burzyciel chłopów oraz żołnierz powstania listopadowego na tle własnych przeżyć przedstawił ciężkie życie swojej rodziny i chłopów z najbliższej okolicy na początku XIX w.

## Publikacja
Pamiętnik pod tytułem Opis życia wieśniaka polskiego napisany został w Brive w 1838 przez Kazimierza Deczyńskiego w czasie jego pobytu na emigracji we Francji. Rękopis odnalazł w archiwum prof. Marceli Handelsman i ogłosił drukiem w 1907 pod tytułem Żywot chłopa polskiego na początku XIX wieku. Kolejna publikacja pamiętnika Deczyńskiego tym razem o tytule Pamiętnik chłopa-nauczyciela miała miejsce w 1949 i została wydana przez Naszą Księgarnię.  
Pamiętnik miał wpływ na rodzący się ruch ludowy i stał się kanwą powieści Kordian i cham (1932)  Leona Kruczkowskiego.